# Sobasina
Sobasina là một chi nhện trong họ Salticidae.